# 1995年のアメリカンリーグチャンピオンシップシリーズ
1995年の野球において、メジャーリーグベースボール（MLB）のポストシーズンは10月3日に開幕した。アメリカンリーグの第26回リーグチャンピオンシップシリーズ（英語: 26th American League Championship Series、以下「リーグ優勝決定戦」と表記）は、10日から17日にかけて計6試合が開催された。その結果、クリーブランド・インディアンス（中地区）がシアトル・マリナーズ（西地区）を4勝2敗で下し、41年ぶり4回目のリーグ優勝およびワールドシリーズ進出を果たした。
前年のポストシーズンが選手会のストライキによって中止されたため、シリーズの開催自体が2年ぶりだった。また、アメリカンリーグが東・西2地区制から東・中・西3地区制になり、ワイルドカードおよび地区シリーズが導入されて以来初のリーグ優勝決定戦でもある。この年から3年間は、2地区時代同様にホームアドバンテージは地区ごとの持ち回りで割り当てられており、割り当てられた地区の優勝チームが敗退した場合は割り当てられた地区を下したチーム（そのチームがワイルドカードの場合は相手チーム）に与えられていた。
両球団のポストシーズン出場は、インディアンスが1954年以来であり、マリナーズは球団創設19年目で初めてと、ともに長らく遠ざかっていた。ファイブサーティエイトのネイト・シルバーは2014年10月、リーグ優勝決定戦の出場両球団が前年までどれほど弱小だったかを表す式を考案した。その結果、同年の両リーグ優勝決定戦までの全90シリーズ中で今シリーズは3位となった。この年のレギュラーシーズンでは両球団は9試合対戦し、インディアンスが5勝4敗と勝ち越していた。シリーズMVPには、第2戦と第5戦の2度の先発登板で計14.0イニングを投げ、いずれの試合でも勝利投手となり防御率1.29を記録したインディアンスのオーレル・ハーシュハイザーが選出された。ハーシュハイザーは1988年ナショナルリーグ優勝決定戦でもシリーズMVPを受賞しており、両リーグで同賞を受賞した史上初の選手となった。しかしインディアンスは、ワールドシリーズではナショナルリーグ王者アトランタ・ブレーブスに2勝4敗で敗れ、47年ぶり3度目の優勝を逃した。

## 試合結果
1995年のアメリカンリーグ優勝決定戦は10月10日に開幕し、途中に移動日を挟んで8日間で6試合が行われた。日程・結果は以下の通り。
| 日付                                                           | 試合  | ビジター球団（先攻）           | スコア | ホーム球団（後攻）             | 開催球場                 | 開催球場                             |
| -------------------------------------------------------------- | ----- | ------------------------------ | ------ | ------------------------------ | ------------------------ | ------------------------------------ |
| 10月10日（火）                                                 | 第1戦 | クリーブランド・インディアンス | 2－3   | シアトル・マリナーズ           | キングドーム             | キングドームジェイコブス・フィールド |
| 10月11日（水）                                                 | 第2戦 | クリーブランド・インディアンス | 5－2   | シアトル・マリナーズ           | キングドーム             | キングドームジェイコブス・フィールド |
| 10月12日（木）                                                 |       | 移動日                         | 移動日 | 移動日                         |                          | キングドームジェイコブス・フィールド |
| 10月13日（金）                                                 | 第3戦 | シアトル・マリナーズ           | 5－2   | クリーブランド・インディアンス | ジェイコブス・フィールド | キングドームジェイコブス・フィールド |
| 10月14日（土）                                                 | 第4戦 | シアトル・マリナーズ           | 0－7   | クリーブランド・インディアンス | ジェイコブス・フィールド | キングドームジェイコブス・フィールド |
| 10月15日（日）                                                 | 第5戦 | シアトル・マリナーズ           | 2－3   | クリーブランド・インディアンス | ジェイコブス・フィールド | キングドームジェイコブス・フィールド |
| 10月16日（月）                                                 |       | 移動日                         | 移動日 | 移動日                         |                          | キングドームジェイコブス・フィールド |
| 10月17日（火）                                                 | 第6戦 | クリーブランド・インディアンス | 4－0   | シアトル・マリナーズ           | キングドーム             | キングドームジェイコブス・フィールド |
| 優勝：クリーブランド・インディアンス（4勝2敗 / 41年ぶり4度目） |       |                                |        |                                |                          | キングドームジェイコブス・フィールド |

### 第1戦 10月10日
- キングドーム（ワシントン州シアトル）

|                                | 1 | 2 | 3 | 4 | 5 | 6 | 7 | 8 | 9 | R | H  | E |
| ------------------------------ | - | - | - | - | - | - | - | - | - | - | -- | - |
| クリーブランド・インディアンス | 0 | 0 | 1 | 0 | 0 | 0 | 1 | 0 | 0 | 2 | 10 | 1 |
| シアトル・マリナーズ           | 0 | 2 | 0 | 0 | 0 | 0 | 1 | 0 | X | 3 | 7  | 0 |

1. 勝利：ボブ・ウォルコット（1勝）
2. セーブ：ノーム・チャールトン（1S）
3. 敗戦：デニス・マルティネス（1敗）
4. 本塁打
CLE：アルバート・ベル1号ソロ
SEA：マイク・ブロワーズ1号2ラン
5. 審判
［球審］デーブ・フィリップス
［塁審］一塁: デリル・カズンズ、二塁: リック・リード、三塁: デイル・フォード
［外審］左翼: ティム・マクレランド、右翼: ドリュー・コーブル
6. 試合開始時刻: 太平洋夏時間（UTC-7）午後5時8分  試合時間: 3時間7分  観客: 5万7065人  気温: 68°F（20°C）
詳細: MLB.com Gameday / Baseball-Reference.com

| クリーブランド・インディアンス | クリーブランド・インディアンス | クリーブランド・インディアンス | クリーブランド・インディアンス | クリーブランド・インディアンス                                                                                | シアトル・マリナーズ | シアトル・マリナーズ | シアトル・マリナーズ | シアトル・マリナーズ | シアトル・マリナーズ |
| ------------------------------ | ------------------------------ | ------------------------------ | ------------------------------ | --- | -------------------- | -------------------- | -------------------- | -------------------- | --- |
| 打順                           | 守備                           | 選手                           | 打席                           | D・マルティネスS・アロマーJr.P・ソレントC・バイエガJ・トーミO・ビスケルA・ベルK・ロフトンM・ラミレスE・マレー | 打順                 | 守備                 | 選手                 | 打席                 | B・ウォルコットD・ウィルソンT・マルティ · ネスJ・コーラM・ブロワーズL・ソーホーV・コールマンK・グリフィーJr.J・ビューナーE・マルティネス |
| 1                              | 中                             | K・ロフトン                    | 左                             | D・マルティネスS・アロマーJr.P・ソレントC・バイエガJ・トーミO・ビスケルA・ベルK・ロフトンM・ラミレスE・マレー | 1                    | 左                   | V・コールマン        | 両                   | B・ウォルコットD・ウィルソンT・マルティ · ネスJ・コーラM・ブロワーズL・ソーホーV・コールマンK・グリフィーJr.J・ビューナーE・マルティネス |
| 2                              | 遊                             | O・ビスケル                    | 両                             | D・マルティネスS・アロマーJr.P・ソレントC・バイエガJ・トーミO・ビスケルA・ベルK・ロフトンM・ラミレスE・マレー | 2                    | 二                   | J・コーラ            | 両                   | B・ウォルコットD・ウィルソンT・マルティ · ネスJ・コーラM・ブロワーズL・ソーホーV・コールマンK・グリフィーJr.J・ビューナーE・マルティネス |
| 3                              | 二                             | C・バイエガ                    | 両                             | D・マルティネスS・アロマーJr.P・ソレントC・バイエガJ・トーミO・ビスケルA・ベルK・ロフトンM・ラミレスE・マレー | 3                    | 中                   | K・グリフィーJr.     | 左                   | B・ウォルコットD・ウィルソンT・マルティ · ネスJ・コーラM・ブロワーズL・ソーホーV・コールマンK・グリフィーJr.J・ビューナーE・マルティネス |
| 4                              | 左                             | A・ベル                        | 右                             | D・マルティネスS・アロマーJr.P・ソレントC・バイエガJ・トーミO・ビスケルA・ベルK・ロフトンM・ラミレスE・マレー | 4                    | DH                   | E・マルティネス      | 右                   | B・ウォルコットD・ウィルソンT・マルティ · ネスJ・コーラM・ブロワーズL・ソーホーV・コールマンK・グリフィーJr.J・ビューナーE・マルティネス |
| 5                              | DH                             | E・マレー                      | 両                             | D・マルティネスS・アロマーJr.P・ソレントC・バイエガJ・トーミO・ビスケルA・ベルK・ロフトンM・ラミレスE・マレー | 5                    | 一                   | T・マルティネス      | 左                   | B・ウォルコットD・ウィルソンT・マルティ · ネスJ・コーラM・ブロワーズL・ソーホーV・コールマンK・グリフィーJr.J・ビューナーE・マルティネス |
| 6                              | 三                             | J・トーミ                      | 左                             | D・マルティネスS・アロマーJr.P・ソレントC・バイエガJ・トーミO・ビスケルA・ベルK・ロフトンM・ラミレスE・マレー | 6                    | 右                   | J・ビューナー        | 右                   | B・ウォルコットD・ウィルソンT・マルティ · ネスJ・コーラM・ブロワーズL・ソーホーV・コールマンK・グリフィーJr.J・ビューナーE・マルティネス |
| 7                              | 右                             | M・ラミレス                    | 右                             | D・マルティネスS・アロマーJr.P・ソレントC・バイエガJ・トーミO・ビスケルA・ベルK・ロフトンM・ラミレスE・マレー | 7                    | 三                   | M・ブロワーズ        | 右                   | B・ウォルコットD・ウィルソンT・マルティ · ネスJ・コーラM・ブロワーズL・ソーホーV・コールマンK・グリフィーJr.J・ビューナーE・マルティネス |
| 8                              | 一                             | P・ソレント                    | 左                             | D・マルティネスS・アロマーJr.P・ソレントC・バイエガJ・トーミO・ビスケルA・ベルK・ロフトンM・ラミレスE・マレー | 8                    | 遊                   | L・ソーホー          | 右                   | B・ウォルコットD・ウィルソンT・マルティ · ネスJ・コーラM・ブロワーズL・ソーホーV・コールマンK・グリフィーJr.J・ビューナーE・マルティネス |
| 9                              | 捕                             | S・アロマーJr.                 | 右                             | D・マルティネスS・アロマーJr.P・ソレントC・バイエガJ・トーミO・ビスケルA・ベルK・ロフトンM・ラミレスE・マレー | 9                    | 捕                   | D・ウィルソン        | 右                   | B・ウォルコットD・ウィルソンT・マルティ · ネスJ・コーラM・ブロワーズL・ソーホーV・コールマンK・グリフィーJr.J・ビューナーE・マルティネス |
| 先発投手                       | 先発投手                       | 先発投手                       | 投球                           | D・マルティネスS・アロマーJr.P・ソレントC・バイエガJ・トーミO・ビスケルA・ベルK・ロフトンM・ラミレスE・マレー | 先発投手             | 先発投手             | 先発投手             | 投球                 | B・ウォルコットD・ウィルソンT・マルティ · ネスJ・コーラM・ブロワーズL・ソーホーV・コールマンK・グリフィーJr.J・ビューナーE・マルティネス |
| D・マルティネス                | D・マルティネス                | D・マルティネス                | 右                             | D・マルティネスS・アロマーJr.P・ソレントC・バイエガJ・トーミO・ビスケルA・ベルK・ロフトンM・ラミレスE・マレー | B・ウォルコット      | B・ウォルコット      | B・ウォルコット      | 右                   | B・ウォルコットD・ウィルソンT・マルティ · ネスJ・コーラM・ブロワーズL・ソーホーV・コールマンK・グリフィーJr.J・ビューナーE・マルティネス |

### 第2戦 10月11日
- キングドーム（ワシントン州シアトル）

|                                | 1 | 2 | 3 | 4 | 5 | 6 | 7 | 8 | 9 | R | H  | E |
| ------------------------------ | - | - | - | - | - | - | - | - | - | - | -- | - |
| クリーブランド・インディアンス | 0 | 0 | 0 | 0 | 2 | 2 | 0 | 1 | 0 | 5 | 12 | 0 |
| シアトル・マリナーズ           | 0 | 0 | 0 | 0 | 0 | 1 | 0 | 0 | 1 | 2 | 6  | 1 |

1. 勝利：オーレル・ハーシュハイザー（1勝）
2. 敗戦：ティム・ベルチャー（1敗）
3. 本塁打
CLE：マニー・ラミレス1号ソロ・2号ソロ
SEA：ケン・グリフィー・ジュニア1号ソロ、ジェイ・ビューナー1号ソロ
4. 審判
［球審］デリル・カズンズ
［塁審］一塁: リック・リード、二塁: デイル・フォード、三塁: ティム・マクレランド
［外審］左翼: ドリュー・コーブル、右翼: デーブ・フィリップス
5. 試合開始時刻: 太平洋夏時間（UTC-7）午後5時8分  試合時間: 3時間14分  観客: 5万8144人  気温: 68°F（20°C）
詳細: MLB.com Gameday / Baseball-Reference.com

| クリーブランド・インディアンス | クリーブランド・インディアンス | クリーブランド・インディアンス | クリーブランド・インディアンス | クリーブランド・インディアンス                                                                                    | シアトル・マリナーズ | シアトル・マリナーズ | シアトル・マリナーズ | シアトル・マリナーズ | シアトル・マリナーズ |
| ------------------------------ | ------------------------------ | ------------------------------ | ------------------------------ | --- | -------------------- | -------------------- | -------------------- | -------------------- | --- |
| 打順                           | 守備                           | 選手                           | 打席                           | O・ハーシュハイザーS・アロマーJr.P・ソレントC・バイエガJ・トーミO・ビスケルA・ベルK・ロフトンM・ラミレスE・マレー | 打順                 | 守備                 | 選手                 | 打席                 | T・ベルチャーD・ウィルソンT・マルティ · ネスJ・コーラM・ブロワーズL・ソーホーV・コールマンK・グリフィーJr.J・ビューナーE・マルティネス |
| 1                              | 中                             | K・ロフトン                    | 左                             | O・ハーシュハイザーS・アロマーJr.P・ソレントC・バイエガJ・トーミO・ビスケルA・ベルK・ロフトンM・ラミレスE・マレー | 1                    | 左                   | V・コールマン        | 両                   | T・ベルチャーD・ウィルソンT・マルティ · ネスJ・コーラM・ブロワーズL・ソーホーV・コールマンK・グリフィーJr.J・ビューナーE・マルティネス |
| 2                              | 遊                             | O・ビスケル                    | 両                             | O・ハーシュハイザーS・アロマーJr.P・ソレントC・バイエガJ・トーミO・ビスケルA・ベルK・ロフトンM・ラミレスE・マレー | 2                    | 二                   | J・コーラ            | 両                   | T・ベルチャーD・ウィルソンT・マルティ · ネスJ・コーラM・ブロワーズL・ソーホーV・コールマンK・グリフィーJr.J・ビューナーE・マルティネス |
| 3                              | 二                             | C・バイエガ                    | 両                             | O・ハーシュハイザーS・アロマーJr.P・ソレントC・バイエガJ・トーミO・ビスケルA・ベルK・ロフトンM・ラミレスE・マレー | 3                    | 中                   | K・グリフィーJr.     | 左                   | T・ベルチャーD・ウィルソンT・マルティ · ネスJ・コーラM・ブロワーズL・ソーホーV・コールマンK・グリフィーJr.J・ビューナーE・マルティネス |
| 4                              | 左                             | A・ベル                        | 右                             | O・ハーシュハイザーS・アロマーJr.P・ソレントC・バイエガJ・トーミO・ビスケルA・ベルK・ロフトンM・ラミレスE・マレー | 4                    | DH                   | E・マルティネス      | 右                   | T・ベルチャーD・ウィルソンT・マルティ · ネスJ・コーラM・ブロワーズL・ソーホーV・コールマンK・グリフィーJr.J・ビューナーE・マルティネス |
| 5                              | DH                             | E・マレー                      | 両                             | O・ハーシュハイザーS・アロマーJr.P・ソレントC・バイエガJ・トーミO・ビスケルA・ベルK・ロフトンM・ラミレスE・マレー | 5                    | 一                   | T・マルティネス      | 左                   | T・ベルチャーD・ウィルソンT・マルティ · ネスJ・コーラM・ブロワーズL・ソーホーV・コールマンK・グリフィーJr.J・ビューナーE・マルティネス |
| 6                              | 三                             | J・トーミ                      | 左                             | O・ハーシュハイザーS・アロマーJr.P・ソレントC・バイエガJ・トーミO・ビスケルA・ベルK・ロフトンM・ラミレスE・マレー | 6                    | 右                   | J・ビューナー        | 右                   | T・ベルチャーD・ウィルソンT・マルティ · ネスJ・コーラM・ブロワーズL・ソーホーV・コールマンK・グリフィーJr.J・ビューナーE・マルティネス |
| 7                              | 右                             | M・ラミレス                    | 右                             | O・ハーシュハイザーS・アロマーJr.P・ソレントC・バイエガJ・トーミO・ビスケルA・ベルK・ロフトンM・ラミレスE・マレー | 7                    | 三                   | M・ブロワーズ        | 右                   | T・ベルチャーD・ウィルソンT・マルティ · ネスJ・コーラM・ブロワーズL・ソーホーV・コールマンK・グリフィーJr.J・ビューナーE・マルティネス |
| 8                              | 一                             | P・ソレント                    | 左                             | O・ハーシュハイザーS・アロマーJr.P・ソレントC・バイエガJ・トーミO・ビスケルA・ベルK・ロフトンM・ラミレスE・マレー | 8                    | 遊                   | L・ソーホー          | 右                   | T・ベルチャーD・ウィルソンT・マルティ · ネスJ・コーラM・ブロワーズL・ソーホーV・コールマンK・グリフィーJr.J・ビューナーE・マルティネス |
| 9                              | 捕                             | S・アロマーJr.                 | 右                             | O・ハーシュハイザーS・アロマーJr.P・ソレントC・バイエガJ・トーミO・ビスケルA・ベルK・ロフトンM・ラミレスE・マレー | 9                    | 捕                   | D・ウィルソン        | 右                   | T・ベルチャーD・ウィルソンT・マルティ · ネスJ・コーラM・ブロワーズL・ソーホーV・コールマンK・グリフィーJr.J・ビューナーE・マルティネス |
| 先発投手                       | 先発投手                       | 先発投手                       | 投球                           | O・ハーシュハイザーS・アロマーJr.P・ソレントC・バイエガJ・トーミO・ビスケルA・ベルK・ロフトンM・ラミレスE・マレー | 先発投手             | 先発投手             | 先発投手             | 投球                 | T・ベルチャーD・ウィルソンT・マルティ · ネスJ・コーラM・ブロワーズL・ソーホーV・コールマンK・グリフィーJr.J・ビューナーE・マルティネス |
| O・ハーシュハイザー            | O・ハーシュハイザー            | O・ハーシュハイザー            | 右                             | O・ハーシュハイザーS・アロマーJr.P・ソレントC・バイエガJ・トーミO・ビスケルA・ベルK・ロフトンM・ラミレスE・マレー | T・ベルチャー        | T・ベルチャー        | T・ベルチャー        | 右                   | T・ベルチャーD・ウィルソンT・マルティ · ネスJ・コーラM・ブロワーズL・ソーホーV・コールマンK・グリフィーJr.J・ビューナーE・マルティネス |

### 第3戦 10月13日
- ジェイコブス・フィールド（オハイオ州クリーブランド）

|                                | 1 | 2 | 3 | 4 | 5 | 6 | 7 | 8 | 9 | 10 | 11 | R | H | E |
| ------------------------------ | - | - | - | - | - | - | - | - | - | -- | -- | - | - | - |
| シアトル・マリナーズ           | 0 | 1 | 1 | 0 | 0 | 0 | 0 | 0 | 0 | 0  | 3  | 5 | 9 | 1 |
| クリーブランド・インディアンス | 0 | 0 | 0 | 1 | 0 | 0 | 0 | 1 | 0 | 0  | 0  | 2 | 4 | 2 |

1. 勝利：ノーム・チャールトン（1勝1S）
2. 敗戦：フリアン・タバレス（1敗）
3. 本塁打
SEA：ジェイ・ビューナー2号ソロ・3号3ラン
4. 審判
［球審］リック・リード
［塁審］一塁: デイル・フォード、二塁: ティム・マクレランド、三塁: ドリュー・コーブル
［外審］左翼: デーブ・フィリップス、右翼: デリル・カズンズ
5. 試合開始時刻: 東部夏時間（UTC-4）午後8時8分  試合時間: 3時間18分  観客: 4万3643人  気温: 73°F（22.8°C）
詳細: MLB.com Gameday / Baseball-Reference.com

| シアトル・マリナーズ | シアトル・マリナーズ | シアトル・マリナーズ | シアトル・マリナーズ | シアトル・マリナーズ | クリーブランド・インディアンス | クリーブランド・インディアンス | クリーブランド・インディアンス | クリーブランド・インディアンス | クリーブランド・インディアンス                                                                                 |
| -------------------- | -------------------- | -------------------- | -------------------- | --- | ------------------------------ | ------------------------------ | ------------------------------ | ------------------------------ | --- |
| 打順                 | 守備                 | 選手                 | 打席                 | R・ジョンソンD・ウィルソンT・マルティ · ネスJ・コーラM・ブロワーズL・ソーホーV・コールマンK・グリフィーJr.J・ビューナーE・マルティネス | 打順                           | 守備                           | 選手                           | 打席                           | C・ナギーS・アロマーJr.H・ペリーC・バイエガA・エスピ · ノーサO・ビスケルA・ベルK・ロフトンM・ラミレスE・マレー |
| 1                    | 左                   | V・コールマン        | 両                   | R・ジョンソンD・ウィルソンT・マルティ · ネスJ・コーラM・ブロワーズL・ソーホーV・コールマンK・グリフィーJr.J・ビューナーE・マルティネス | 1                              | 中                             | K・ロフトン                    | 左                             | C・ナギーS・アロマーJr.H・ペリーC・バイエガA・エスピ · ノーサO・ビスケルA・ベルK・ロフトンM・ラミレスE・マレー |
| 2                    | 二                   | J・コーラ            | 両                   | R・ジョンソンD・ウィルソンT・マルティ · ネスJ・コーラM・ブロワーズL・ソーホーV・コールマンK・グリフィーJr.J・ビューナーE・マルティネス | 2                              | 遊                             | O・ビスケル                    | 両                             | C・ナギーS・アロマーJr.H・ペリーC・バイエガA・エスピ · ノーサO・ビスケルA・ベルK・ロフトンM・ラミレスE・マレー |
| 3                    | 中                   | K・グリフィーJr.     | 左                   | R・ジョンソンD・ウィルソンT・マルティ · ネスJ・コーラM・ブロワーズL・ソーホーV・コールマンK・グリフィーJr.J・ビューナーE・マルティネス | 3                              | 二                             | C・バイエガ                    | 両                             | C・ナギーS・アロマーJr.H・ペリーC・バイエガA・エスピ · ノーサO・ビスケルA・ベルK・ロフトンM・ラミレスE・マレー |
| 4                    | DH                   | E・マルティネス      | 右                   | R・ジョンソンD・ウィルソンT・マルティ · ネスJ・コーラM・ブロワーズL・ソーホーV・コールマンK・グリフィーJr.J・ビューナーE・マルティネス | 4                              | 左                             | A・ベル                        | 右                             | C・ナギーS・アロマーJr.H・ペリーC・バイエガA・エスピ · ノーサO・ビスケルA・ベルK・ロフトンM・ラミレスE・マレー |
| 5                    | 一                   | T・マルティネス      | 左                   | R・ジョンソンD・ウィルソンT・マルティ · ネスJ・コーラM・ブロワーズL・ソーホーV・コールマンK・グリフィーJr.J・ビューナーE・マルティネス | 5                              | DH                             | E・マレー                      | 両                             | C・ナギーS・アロマーJr.H・ペリーC・バイエガA・エスピ · ノーサO・ビスケルA・ベルK・ロフトンM・ラミレスE・マレー |
| 6                    | 右                   | J・ビューナー        | 右                   | R・ジョンソンD・ウィルソンT・マルティ · ネスJ・コーラM・ブロワーズL・ソーホーV・コールマンK・グリフィーJr.J・ビューナーE・マルティネス | 6                              | 右                             | M・ラミレス                    | 右                             | C・ナギーS・アロマーJr.H・ペリーC・バイエガA・エスピ · ノーサO・ビスケルA・ベルK・ロフトンM・ラミレスE・マレー |
| 7                    | 三                   | M・ブロワーズ        | 右                   | R・ジョンソンD・ウィルソンT・マルティ · ネスJ・コーラM・ブロワーズL・ソーホーV・コールマンK・グリフィーJr.J・ビューナーE・マルティネス | 7                              | 一                             | H・ペリー                      | 右                             | C・ナギーS・アロマーJr.H・ペリーC・バイエガA・エスピ · ノーサO・ビスケルA・ベルK・ロフトンM・ラミレスE・マレー |
| 8                    | 遊                   | L・ソーホー          | 右                   | R・ジョンソンD・ウィルソンT・マルティ · ネスJ・コーラM・ブロワーズL・ソーホーV・コールマンK・グリフィーJr.J・ビューナーE・マルティネス | 8                              | 捕                             | S・アロマーJr.                 | 右                             | C・ナギーS・アロマーJr.H・ペリーC・バイエガA・エスピ · ノーサO・ビスケルA・ベルK・ロフトンM・ラミレスE・マレー |
| 9                    | 捕                   | D・ウィルソン        | 右                   | R・ジョンソンD・ウィルソンT・マルティ · ネスJ・コーラM・ブロワーズL・ソーホーV・コールマンK・グリフィーJr.J・ビューナーE・マルティネス | 9                              | 三                             | A・エスピノーサ                | 右                             | C・ナギーS・アロマーJr.H・ペリーC・バイエガA・エスピ · ノーサO・ビスケルA・ベルK・ロフトンM・ラミレスE・マレー |
| 先発投手             | 先発投手             | 先発投手             | 投球                 | R・ジョンソンD・ウィルソンT・マルティ · ネスJ・コーラM・ブロワーズL・ソーホーV・コールマンK・グリフィーJr.J・ビューナーE・マルティネス | 先発投手                       | 先発投手                       | 先発投手                       | 投球                           | C・ナギーS・アロマーJr.H・ペリーC・バイエガA・エスピ · ノーサO・ビスケルA・ベルK・ロフトンM・ラミレスE・マレー |
| R・ジョンソン        | R・ジョンソン        | R・ジョンソン        | 左                   | R・ジョンソンD・ウィルソンT・マルティ · ネスJ・コーラM・ブロワーズL・ソーホーV・コールマンK・グリフィーJr.J・ビューナーE・マルティネス | C・ナギー                      | C・ナギー                      | C・ナギー                      | 右                             | C・ナギーS・アロマーJr.H・ペリーC・バイエガA・エスピ · ノーサO・ビスケルA・ベルK・ロフトンM・ラミレスE・マレー |

### 第4戦 10月14日
- ジェイコブス・フィールド（オハイオ州クリーブランド）

|                                | 1 | 2 | 3 | 4 | 5 | 6 | 7 | 8 | 9 | R | H | E |
| ------------------------------ | - | - | - | - | - | - | - | - | - | - | - | - |
| シアトル・マリナーズ           | 0 | 0 | 0 | 0 | 0 | 0 | 0 | 0 | 0 | 0 | 6 | 1 |
| クリーブランド・インディアンス | 3 | 1 | 2 | 0 | 0 | 1 | 0 | 0 | X | 7 | 9 | 0 |

1. 勝利：ケン・ヒル（1勝）
2. 敗戦：アンディ・ベネス（1敗）
3. 本塁打
CLE：エディ・マレー1号2ラン、ジム・トーミ1号2ラン
4. 審判
［球審］デイル・フォード
［塁審］一塁: ティム・マクレランド、二塁: ドリュー・コーブル、三塁: デーブ・フィリップス
［外審］左翼: デリル・カズンズ、右翼: リック・リード
5. 試合開始時刻: 東部夏時間（UTC-4）午後7時8分  試合時間: 3時間30分  観客: 4万3686人  気温: 53°F（11.7°C）
詳細: MLB.com Gameday / Baseball-Reference.com

| シアトル・マリナーズ | シアトル・マリナーズ | シアトル・マリナーズ | シアトル・マリナーズ | シアトル・マリナーズ | クリーブランド・インディアンス | クリーブランド・インディアンス | クリーブランド・インディアンス | クリーブランド・インディアンス | クリーブランド・インディアンス                                                                         |
| -------------------- | -------------------- | -------------------- | -------------------- | --- | ------------------------------ | ------------------------------ | ------------------------------ | ------------------------------ | --- |
| 打順                 | 守備                 | 選手                 | 打席                 | A・ベネスD・ウィルソンT・マルティ · ネスJ・コーラM・ブロワーズL・ソーホーV・コールマンK・グリフィーJr.J・ビューナーE・マルティネス | 打順                           | 守備                           | 選手                           | 打席                           | K・ヒルT・ペーニャP・ソレントC・バイエガJ・トーミO・ビスケルW・カービーK・ロフトンM・ラミレスE・マレー |
| 1                    | 左                   | V・コールマン        | 両                   | A・ベネスD・ウィルソンT・マルティ · ネスJ・コーラM・ブロワーズL・ソーホーV・コールマンK・グリフィーJr.J・ビューナーE・マルティネス | 1                              | 中                             | K・ロフトン                    | 左                             | K・ヒルT・ペーニャP・ソレントC・バイエガJ・トーミO・ビスケルW・カービーK・ロフトンM・ラミレスE・マレー |
| 2                    | 二                   | J・コーラ            | 両                   | A・ベネスD・ウィルソンT・マルティ · ネスJ・コーラM・ブロワーズL・ソーホーV・コールマンK・グリフィーJr.J・ビューナーE・マルティネス | 2                              | 遊                             | O・ビスケル                    | 両                             | K・ヒルT・ペーニャP・ソレントC・バイエガJ・トーミO・ビスケルW・カービーK・ロフトンM・ラミレスE・マレー |
| 3                    | 中                   | K・グリフィーJr.     | 左                   | A・ベネスD・ウィルソンT・マルティ · ネスJ・コーラM・ブロワーズL・ソーホーV・コールマンK・グリフィーJr.J・ビューナーE・マルティネス | 3                              | 二                             | C・バイエガ                    | 両                             | K・ヒルT・ペーニャP・ソレントC・バイエガJ・トーミO・ビスケルW・カービーK・ロフトンM・ラミレスE・マレー |
| 4                    | DH                   | E・マルティネス      | 右                   | A・ベネスD・ウィルソンT・マルティ · ネスJ・コーラM・ブロワーズL・ソーホーV・コールマンK・グリフィーJr.J・ビューナーE・マルティネス | 4                              | DH                             | E・マレー                      | 両                             | K・ヒルT・ペーニャP・ソレントC・バイエガJ・トーミO・ビスケルW・カービーK・ロフトンM・ラミレスE・マレー |
| 5                    | 一                   | T・マルティネス      | 左                   | A・ベネスD・ウィルソンT・マルティ · ネスJ・コーラM・ブロワーズL・ソーホーV・コールマンK・グリフィーJr.J・ビューナーE・マルティネス | 5                              | 三                             | J・トーミ                      | 左                             | K・ヒルT・ペーニャP・ソレントC・バイエガJ・トーミO・ビスケルW・カービーK・ロフトンM・ラミレスE・マレー |
| 6                    | 右                   | J・ビューナー        | 右                   | A・ベネスD・ウィルソンT・マルティ · ネスJ・コーラM・ブロワーズL・ソーホーV・コールマンK・グリフィーJr.J・ビューナーE・マルティネス | 6                              | 右                             | M・ラミレス                    | 右                             | K・ヒルT・ペーニャP・ソレントC・バイエガJ・トーミO・ビスケルW・カービーK・ロフトンM・ラミレスE・マレー |
| 7                    | 三                   | M・ブロワーズ        | 右                   | A・ベネスD・ウィルソンT・マルティ · ネスJ・コーラM・ブロワーズL・ソーホーV・コールマンK・グリフィーJr.J・ビューナーE・マルティネス | 7                              | 一                             | P・ソレント                    | 左                             | K・ヒルT・ペーニャP・ソレントC・バイエガJ・トーミO・ビスケルW・カービーK・ロフトンM・ラミレスE・マレー |
| 8                    | 遊                   | L・ソーホー          | 右                   | A・ベネスD・ウィルソンT・マルティ · ネスJ・コーラM・ブロワーズL・ソーホーV・コールマンK・グリフィーJr.J・ビューナーE・マルティネス | 8                              | 捕                             | T・ペーニャ                    | 右                             | K・ヒルT・ペーニャP・ソレントC・バイエガJ・トーミO・ビスケルW・カービーK・ロフトンM・ラミレスE・マレー |
| 9                    | 捕                   | D・ウィルソン        | 右                   | A・ベネスD・ウィルソンT・マルティ · ネスJ・コーラM・ブロワーズL・ソーホーV・コールマンK・グリフィーJr.J・ビューナーE・マルティネス | 9                              | 左                             | W・カービー                    | 左                             | K・ヒルT・ペーニャP・ソレントC・バイエガJ・トーミO・ビスケルW・カービーK・ロフトンM・ラミレスE・マレー |
| 先発投手             | 先発投手             | 先発投手             | 投球                 | A・ベネスD・ウィルソンT・マルティ · ネスJ・コーラM・ブロワーズL・ソーホーV・コールマンK・グリフィーJr.J・ビューナーE・マルティネス | 先発投手                       | 先発投手                       | 先発投手                       | 投球                           | K・ヒルT・ペーニャP・ソレントC・バイエガJ・トーミO・ビスケルW・カービーK・ロフトンM・ラミレスE・マレー |
| A・ベネス            | A・ベネス            | A・ベネス            | 右                   | A・ベネスD・ウィルソンT・マルティ · ネスJ・コーラM・ブロワーズL・ソーホーV・コールマンK・グリフィーJr.J・ビューナーE・マルティネス | K・ヒル                        | K・ヒル                        | K・ヒル                        | 右                             | K・ヒルT・ペーニャP・ソレントC・バイエガJ・トーミO・ビスケルW・カービーK・ロフトンM・ラミレスE・マレー |

### 第5戦 10月15日
- ジェイコブス・フィールド（オハイオ州クリーブランド）

|                                | 1 | 2 | 3 | 4 | 5 | 6 | 7 | 8 | 9 | R | H  | E |
| ------------------------------ | - | - | - | - | - | - | - | - | - | - | -- | - |
| シアトル・マリナーズ           | 0 | 0 | 1 | 0 | 1 | 0 | 0 | 0 | 0 | 2 | 5  | 2 |
| クリーブランド・インディアンス | 1 | 0 | 0 | 0 | 0 | 2 | 0 | 0 | X | 3 | 10 | 4 |

1. 勝利：オーレル・ハーシュハイザー（2勝）
2. セーブ：ホセ・メサ（1S）
3. 敗戦：クリス・ボシオ（1敗）
4. 本塁打
CLE：ジム・トーミ2号2ラン
5. 審判
［球審］ティム・マクレランド
［塁審］一塁: ドリュー・コーブル、二塁: デリル・カズンズ、三塁: デーブ・フィリップス
［外審］左翼: リック・リード、右翼: なし
6. 試合開始時刻: 東部夏時間（UTC-4）午後7時24分  試合時間: 3時間37分  観客: 4万3607人  気温: 55°F（12.8°C）
詳細: MLB.com Gameday / Baseball-Reference.com

| シアトル・マリナーズ | シアトル・マリナーズ | シアトル・マリナーズ | シアトル・マリナーズ | シアトル・マリナーズ | クリーブランド・インディアンス | クリーブランド・インディアンス | クリーブランド・インディアンス | クリーブランド・インディアンス | クリーブランド・インディアンス                                                                                    |
| -------------------- | -------------------- | -------------------- | -------------------- | --- | ------------------------------ | ------------------------------ | ------------------------------ | ------------------------------ | --- |
| 打順                 | 守備                 | 選手                 | 打席                 | C・ボシオD・ウィルソンT・マルティ · ネスJ・コーラD・ストレンジL・ソーホーA・ディアスK・グリフィーJr.J・ビューナーE・マルティネス | 打順                           | 守備                           | 選手                           | 打席                           | O・ハーシュハイザーS・アロマーJr.P・ソレントC・バイエガJ・トーミO・ビスケルA・ベルK・ロフトンM・ラミレスE・マレー |
| 1                    | 二                   | J・コーラ            | 両                   | C・ボシオD・ウィルソンT・マルティ · ネスJ・コーラD・ストレンジL・ソーホーA・ディアスK・グリフィーJr.J・ビューナーE・マルティネス | 1                              | 中                             | K・ロフトン                    | 左                             | O・ハーシュハイザーS・アロマーJr.P・ソレントC・バイエガJ・トーミO・ビスケルA・ベルK・ロフトンM・ラミレスE・マレー |
| 2                    | DH                   | E・マルティネス      | 右                   | C・ボシオD・ウィルソンT・マルティ · ネスJ・コーラD・ストレンジL・ソーホーA・ディアスK・グリフィーJr.J・ビューナーE・マルティネス | 2                              | 遊                             | O・ビスケル                    | 両                             | O・ハーシュハイザーS・アロマーJr.P・ソレントC・バイエガJ・トーミO・ビスケルA・ベルK・ロフトンM・ラミレスE・マレー |
| 3                    | 中                   | K・グリフィーJr.     | 左                   | C・ボシオD・ウィルソンT・マルティ · ネスJ・コーラD・ストレンジL・ソーホーA・ディアスK・グリフィーJr.J・ビューナーE・マルティネス | 3                              | 二                             | C・バイエガ                    | 両                             | O・ハーシュハイザーS・アロマーJr.P・ソレントC・バイエガJ・トーミO・ビスケルA・ベルK・ロフトンM・ラミレスE・マレー |
| 4                    | 右                   | J・ビューナー        | 右                   | C・ボシオD・ウィルソンT・マルティ · ネスJ・コーラD・ストレンジL・ソーホーA・ディアスK・グリフィーJr.J・ビューナーE・マルティネス | 4                              | 左                             | A・ベル                        | 右                             | O・ハーシュハイザーS・アロマーJr.P・ソレントC・バイエガJ・トーミO・ビスケルA・ベルK・ロフトンM・ラミレスE・マレー |
| 5                    | 一                   | T・マルティネス      | 左                   | C・ボシオD・ウィルソンT・マルティ · ネスJ・コーラD・ストレンジL・ソーホーA・ディアスK・グリフィーJr.J・ビューナーE・マルティネス | 5                              | DH                             | E・マレー                      | 両                             | O・ハーシュハイザーS・アロマーJr.P・ソレントC・バイエガJ・トーミO・ビスケルA・ベルK・ロフトンM・ラミレスE・マレー |
| 6                    | 三                   | D・ストレンジ        | 両                   | C・ボシオD・ウィルソンT・マルティ · ネスJ・コーラD・ストレンジL・ソーホーA・ディアスK・グリフィーJr.J・ビューナーE・マルティネス | 6                              | 三                             | J・トーミ                      | 左                             | O・ハーシュハイザーS・アロマーJr.P・ソレントC・バイエガJ・トーミO・ビスケルA・ベルK・ロフトンM・ラミレスE・マレー |
| 7                    | 左                   | A・ディアス          | 両                   | C・ボシオD・ウィルソンT・マルティ · ネスJ・コーラD・ストレンジL・ソーホーA・ディアスK・グリフィーJr.J・ビューナーE・マルティネス | 7                              | 右                             | M・ラミレス                    | 右                             | O・ハーシュハイザーS・アロマーJr.P・ソレントC・バイエガJ・トーミO・ビスケルA・ベルK・ロフトンM・ラミレスE・マレー |
| 8                    | 遊                   | L・ソーホー          | 右                   | C・ボシオD・ウィルソンT・マルティ · ネスJ・コーラD・ストレンジL・ソーホーA・ディアスK・グリフィーJr.J・ビューナーE・マルティネス | 8                              | 一                             | P・ソレント                    | 左                             | O・ハーシュハイザーS・アロマーJr.P・ソレントC・バイエガJ・トーミO・ビスケルA・ベルK・ロフトンM・ラミレスE・マレー |
| 9                    | 捕                   | D・ウィルソン        | 右                   | C・ボシオD・ウィルソンT・マルティ · ネスJ・コーラD・ストレンジL・ソーホーA・ディアスK・グリフィーJr.J・ビューナーE・マルティネス | 9                              | 捕                             | S・アロマーJr.                 | 右                             | O・ハーシュハイザーS・アロマーJr.P・ソレントC・バイエガJ・トーミO・ビスケルA・ベルK・ロフトンM・ラミレスE・マレー |
| 先発投手             | 先発投手             | 先発投手             | 投球                 | C・ボシオD・ウィルソンT・マルティ · ネスJ・コーラD・ストレンジL・ソーホーA・ディアスK・グリフィーJr.J・ビューナーE・マルティネス | 先発投手                       | 先発投手                       | 先発投手                       | 投球                           | O・ハーシュハイザーS・アロマーJr.P・ソレントC・バイエガJ・トーミO・ビスケルA・ベルK・ロフトンM・ラミレスE・マレー |
| C・ボシオ            | C・ボシオ            | C・ボシオ            | 右                   | C・ボシオD・ウィルソンT・マルティ · ネスJ・コーラD・ストレンジL・ソーホーA・ディアスK・グリフィーJr.J・ビューナーE・マルティネス | O・ハーシュハイザー            | O・ハーシュハイザー            | O・ハーシュハイザー            | 右                             | O・ハーシュハイザーS・アロマーJr.P・ソレントC・バイエガJ・トーミO・ビスケルA・ベルK・ロフトンM・ラミレスE・マレー |

### 第6戦 10月17日
- キングドーム（ワシントン州シアトル）

|                                | 1 | 2 | 3 | 4 | 5 | 6 | 7 | 8 | 9 | R | H | E |
| ------------------------------ | - | - | - | - | - | - | - | - | - | - | - | - |
| クリーブランド・インディアンス | 0 | 0 | 0 | 0 | 1 | 0 | 0 | 3 | 0 | 4 | 8 | 0 |
| シアトル・マリナーズ           | 0 | 0 | 0 | 0 | 0 | 0 | 0 | 0 | 0 | 0 | 4 | 1 |

1. 勝利：デニス・マルティネス（1勝1敗）
2. 敗戦：ランディ・ジョンソン（1敗）
3. 本塁打
CLE：カルロス・バイエガ1号ソロ
4. 審判
［球審］ドリュー・コーブル
［塁審］一塁: ケン・カイザー、二塁: デリル・カズンズ、三塁: リック・リード
［外審］左翼: デイル・フォード、右翼: ティム・マクレランド
5. 試合開始時刻: 太平洋夏時間（UTC-7）午後5時8分  試合時間: 2時間54分  観客: 5万8489人  気温: 68°F（20°C）
詳細: MLB.com Gameday / Baseball-Reference.com

| クリーブランド・インディアンス | クリーブランド・インディアンス | クリーブランド・インディアンス | クリーブランド・インディアンス | クリーブランド・インディアンス                                                                                    | シアトル・マリナーズ | シアトル・マリナーズ | シアトル・マリナーズ | シアトル・マリナーズ | シアトル・マリナーズ |
| ------------------------------ | ------------------------------ | ------------------------------ | ------------------------------ | --- | -------------------- | -------------------- | -------------------- | -------------------- | --- |
| 打順                           | 守備                           | 選手                           | 打席                           | D・マルティネスT・ペーニャH・ペリーC・バイエガA・エスピ · ノーサO・ビスケルA・ベルK・ロフトンM・ラミレスE・マレー | 打順                 | 守備                 | 選手                 | 打席                 | R・ジョンソンD・ウィルソンT・マルティ · ネスJ・コーラM・ブロワーズL・ソーホーV・コールマンK・グリフィーJr.J・ビューナーE・マルティネス |
| 1                              | 中                             | K・ロフトン                    | 左                             | D・マルティネスT・ペーニャH・ペリーC・バイエガA・エスピ · ノーサO・ビスケルA・ベルK・ロフトンM・ラミレスE・マレー | 1                    | 左                   | V・コールマン        | 両                   | R・ジョンソンD・ウィルソンT・マルティ · ネスJ・コーラM・ブロワーズL・ソーホーV・コールマンK・グリフィーJr.J・ビューナーE・マルティネス |
| 2                              | 遊                             | O・ビスケル                    | 両                             | D・マルティネスT・ペーニャH・ペリーC・バイエガA・エスピ · ノーサO・ビスケルA・ベルK・ロフトンM・ラミレスE・マレー | 2                    | 二                   | J・コーラ            | 両                   | R・ジョンソンD・ウィルソンT・マルティ · ネスJ・コーラM・ブロワーズL・ソーホーV・コールマンK・グリフィーJr.J・ビューナーE・マルティネス |
| 3                              | 二                             | C・バイエガ                    | 両                             | D・マルティネスT・ペーニャH・ペリーC・バイエガA・エスピ · ノーサO・ビスケルA・ベルK・ロフトンM・ラミレスE・マレー | 3                    | 中                   | K・グリフィーJr.     | 左                   | R・ジョンソンD・ウィルソンT・マルティ · ネスJ・コーラM・ブロワーズL・ソーホーV・コールマンK・グリフィーJr.J・ビューナーE・マルティネス |
| 4                              | 左                             | A・ベル                        | 右                             | D・マルティネスT・ペーニャH・ペリーC・バイエガA・エスピ · ノーサO・ビスケルA・ベルK・ロフトンM・ラミレスE・マレー | 4                    | DH                   | E・マルティネス      | 右                   | R・ジョンソンD・ウィルソンT・マルティ · ネスJ・コーラM・ブロワーズL・ソーホーV・コールマンK・グリフィーJr.J・ビューナーE・マルティネス |
| 5                              | DH                             | E・マレー                      | 両                             | D・マルティネスT・ペーニャH・ペリーC・バイエガA・エスピ · ノーサO・ビスケルA・ベルK・ロフトンM・ラミレスE・マレー | 5                    | 一                   | T・マルティネス      | 左                   | R・ジョンソンD・ウィルソンT・マルティ · ネスJ・コーラM・ブロワーズL・ソーホーV・コールマンK・グリフィーJr.J・ビューナーE・マルティネス |
| 6                              | 右                             | M・ラミレス                    | 右                             | D・マルティネスT・ペーニャH・ペリーC・バイエガA・エスピ · ノーサO・ビスケルA・ベルK・ロフトンM・ラミレスE・マレー | 6                    | 右                   | J・ビューナー        | 右                   | R・ジョンソンD・ウィルソンT・マルティ · ネスJ・コーラM・ブロワーズL・ソーホーV・コールマンK・グリフィーJr.J・ビューナーE・マルティネス |
| 7                              | 一                             | H・ペリー                      | 右                             | D・マルティネスT・ペーニャH・ペリーC・バイエガA・エスピ · ノーサO・ビスケルA・ベルK・ロフトンM・ラミレスE・マレー | 7                    | 三                   | M・ブロワーズ        | 右                   | R・ジョンソンD・ウィルソンT・マルティ · ネスJ・コーラM・ブロワーズL・ソーホーV・コールマンK・グリフィーJr.J・ビューナーE・マルティネス |
| 8                              | 三                             | A・エスピノーサ                | 左                             | D・マルティネスT・ペーニャH・ペリーC・バイエガA・エスピ · ノーサO・ビスケルA・ベルK・ロフトンM・ラミレスE・マレー | 8                    | 遊                   | L・ソーホー          | 右                   | R・ジョンソンD・ウィルソンT・マルティ · ネスJ・コーラM・ブロワーズL・ソーホーV・コールマンK・グリフィーJr.J・ビューナーE・マルティネス |
| 9                              | 捕                             | T・ペーニャ                    | 右                             | D・マルティネスT・ペーニャH・ペリーC・バイエガA・エスピ · ノーサO・ビスケルA・ベルK・ロフトンM・ラミレスE・マレー | 9                    | 捕                   | D・ウィルソン        | 右                   | R・ジョンソンD・ウィルソンT・マルティ · ネスJ・コーラM・ブロワーズL・ソーホーV・コールマンK・グリフィーJr.J・ビューナーE・マルティネス |
| 先発投手                       | 先発投手                       | 先発投手                       | 投球                           | D・マルティネスT・ペーニャH・ペリーC・バイエガA・エスピ · ノーサO・ビスケルA・ベルK・ロフトンM・ラミレスE・マレー | 先発投手             | 先発投手             | 先発投手             | 投球                 | R・ジョンソンD・ウィルソンT・マルティ · ネスJ・コーラM・ブロワーズL・ソーホーV・コールマンK・グリフィーJr.J・ビューナーE・マルティネス |
| D・マルティネス                | D・マルティネス                | D・マルティネス                | 右                             | D・マルティネスT・ペーニャH・ペリーC・バイエガA・エスピ · ノーサO・ビスケルA・ベルK・ロフトンM・ラミレスE・マレー | R・ジョンソン        | R・ジョンソン        | R・ジョンソン        | 左                   | R・ジョンソンD・ウィルソンT・マルティ · ネスJ・コーラM・ブロワーズL・ソーホーV・コールマンK・グリフィーJr.J・ビューナーE・マルティネス |